# Matthew Newman
Matthew Newman ist ein britischer Filmeditor.

## Leben
Newman fand über die Teilnahme an den Dreharbeiten zum Film Gangs of New York (2002) zum Filmschnitt. In der Begleitung von Thelma Schoonmaker vertiefte er seine Kenntnisse und ist seit 2006 als eigenständiger Editor tätig. So war er in diesem Jahr u. a. an dem Film Lauter reizende alte Damen beteiligt. Der Regisseur Nicolas Winding Refn wurde auf ihn aufmerksam und es entspann sich eine bis heute andauernde Zusammenarbeit. Bronson aus dem Jahr 2008 war ihre erste gemeinsame Filmproduktion.
Für seine Arbeit an Drive wurde er 2012 für den Critics’ Choice Movie Award in der Kategorie Bester Schnitt nominiert. Die gleiche Nominierung wurde ihm bei den Online Film Critics Society Awards zuteil, ebenso bei den British Academy Film Awards.
Im Sommer 2025 wurde Newman Mitglied der Academy of Motion Picture Arts and Sciences.

## Filmografie (Auswahl)
- 2006: Lauter reizende alte Damen (Agatha Christie Marple: By the Pricking of My Thumbs)
- 2008: Bronson
- 2009: Walhalla Rising (Valhalla Rising)
- 2010: Laconia (The Sinking of the Laconia)
- 2011: Drive
- 2013: Only God Forgives
- 2014: Serena
- 2015: Tannbach – Schicksal eines Dorfes
- 2016: The Neon Demon
- 2018: Sicario 2 (Sicario: Day of the Soldado)
- 2019: Too Old to Die Young (Fernsehserie)
- 2021: Tom Clancy’s Gnadenlos (Tom Clancy's Without Remorse)
- 2023: Adagio